# Wojehoszcze
Wojehoszcze (ukr. Воєгоща) – wieś na Ukrainie w rejonie koszyrskim obwodu wołyńskiego.

## Historia
Pod koniec XIX w. wieś w powiecie kowelskim.